# Кислородсъдържаща киселина
Кислородсъдържащата киселина (наречена така оксокиселина и оксикиселина) е киселина, която съдържа в себе си кислороден атом. Водородните атоми в същинската оксокиселина се свързват с кислородните. Изключения са фулминова и изоцианова киселини.

## Описание
Кислородсъдържащата киселина се състои от един или повече полиатомни йони и водородни йони.

## Имена на неорганични кислородсъдържащи киселини

### Неорганични кислородсъдържащи киселини
- Ортованадиева киселина
- Метаванадиева киселина
- Полиметаванадиева киселина
- Хромена киселина
- Дихромена киселина
- Перманганена киселина
- Манганена киселина
- Пертехнециева киселина
- Технециева киселина
- Перрениева киселина
- Рениева киселина
- Борна киселина
- Метаборна киселина
- Полиметаборна киселина
- Въглеродна киселина
- Силициева киселина
- Метасилициева киселина
- Полиметасилициева киселина
- Цианова киселина
- Изоцианова киселина
- Фулминова киселина
- Азотна киселина
- Азотиста киселина
- Пероксоазотна киселина
- Пероксоазотиста киселина
- Нитроксилова киселина
- Хипоазотиста киселина
- Фосфорна киселина
- Метафосфорна киселина
- Полиметафосфорна киселина
- Дифосфорна киселина
- Пероксомонофосфорна киселина
- Хипофосфорна киселина
- Изохипофосфорна киселина
- Фосфориста киселина
- Дифосфориста киселина
- Хипофосфориста киселина
- Арсенова киселина
- Арсениста киселина
- Сярна киселина
- Серниста киселина
- Дисярна киселина
- Пероксомоносярна киселина
- Пероксодисярна киселина
- Тиосярна киселина
- Дитионова киселина
- Дисерниста киселина
- Тиосерниста киселина
- Дитиониста киселина
- Сулфоксилова киселина
- Политионови киселини
- Селенова киселина
- Селениста киселина
- Телурова киселина
- Ортотелурова киселина
- Телуриста киселина
- Хипофлуориста киселина
- Перхлорна киселина
- Хлорна киселина
- Хлориста киселина
- Хипохлориста киселина
- Пербромна киселина
- Бромна киселина
- Бромиста киселина
- Хипобромиста киселина
- Перйодна киселина
- Ортоперйодна киселина
- Йодна киселина
- Йодиста киселина
- Хипойодиста киселина
- Ксенонова киселина
- Ортоксенонова киселина
- Оксипентафлуороксенонова киселина
- Перксенонова киселина